# ジェームズ・ジェニングス
ジェームズ・ライアン・ジェニングス (James Ryan Jennings、1987年9月2日 - ) は、イングランド・マンチェスター出身の元サッカー選手。現役時代のポジションはディフェンダー。

## 経歴

### レクサム
2016-17シーズン、ジェニングスは昨シーズンまで弟が在籍していたレクサムへ、一年間のローン移籍で加入した。そのシーズン終了後にチェルトナム・タウンから放出されると、5月23日にレクサムと2年契約を結んだ。

### ストックポート・カウンティ
レクサムから放出された後の2020年7月16日、同じナショナルリーグに所属するストックポート・カウンティに加入した。
2021年8月5日、現役引退を表明した。

## 私生活
同じストックポート・カウンティに在籍しているFWのコナー・ジェニングスは弟である。

## タイトル

### クラブ
マンスフィールド・タウン
- ナショナルリーグ (1): 2012-13